# Kunstweg MenschenSpuren
Der Kunstweg MenschenSpuren ist ein Skulpturenweg mit Werken von 11 Künstlern im Neandertal und beginnt direkt am Neanderthal Museum. Er nimmt sich des Spannungsfeldes Mensch-Natur an.
Der Kunstweg liegt im freien und öffentlichen Raum und ist somit jederzeit zugänglich. Zu jeder der Skulpturen, die eigens für das Projekt geschaffen wurden, gibt es eine Säule mit dem Namen der Skulptur, dem Namen des Künstlers und mehreren Audioanschlüssen für Kopfhörer, über welche man Interviews mit den Künstlern hören kann.
Das Projekt wurde von Volker Friedrich Marten in Zusammenarbeit mit der Stiftung Neanderthal Museum entwickelt und mit dem Kreis Mettmann als Träger des Projektes im Jahr 2002 umgesetzt.

## Die Künstler und deren Skulpturen und Werke
Die Reihenfolge ist beim Start vom Neanderthal Museum aus gesehen gegen den Uhrzeigersinn.

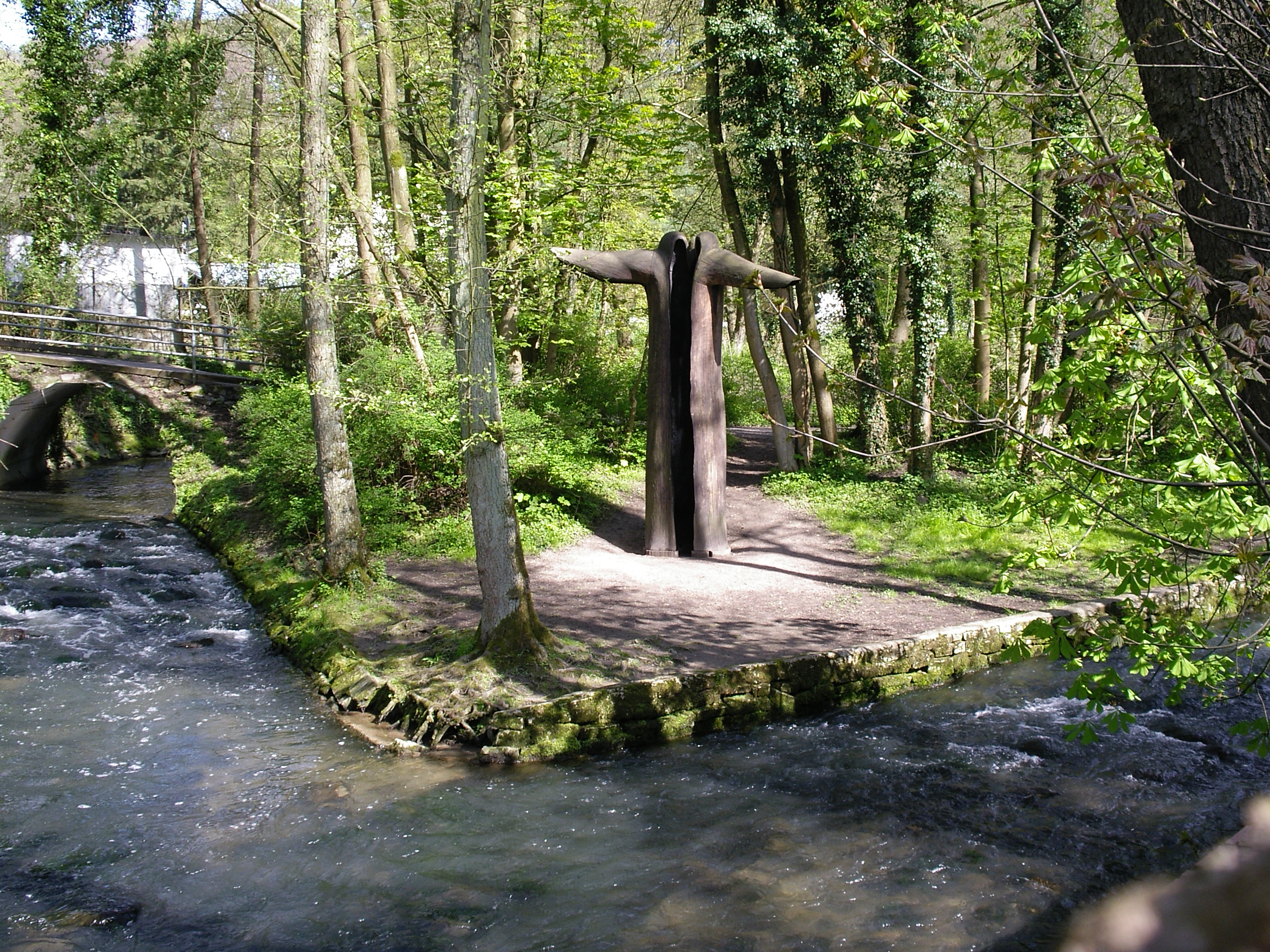
Volker Friedrich Marten: Woher-Wohin (vor dem Zusammenfluss von Düssel und Mettmanner Bach)
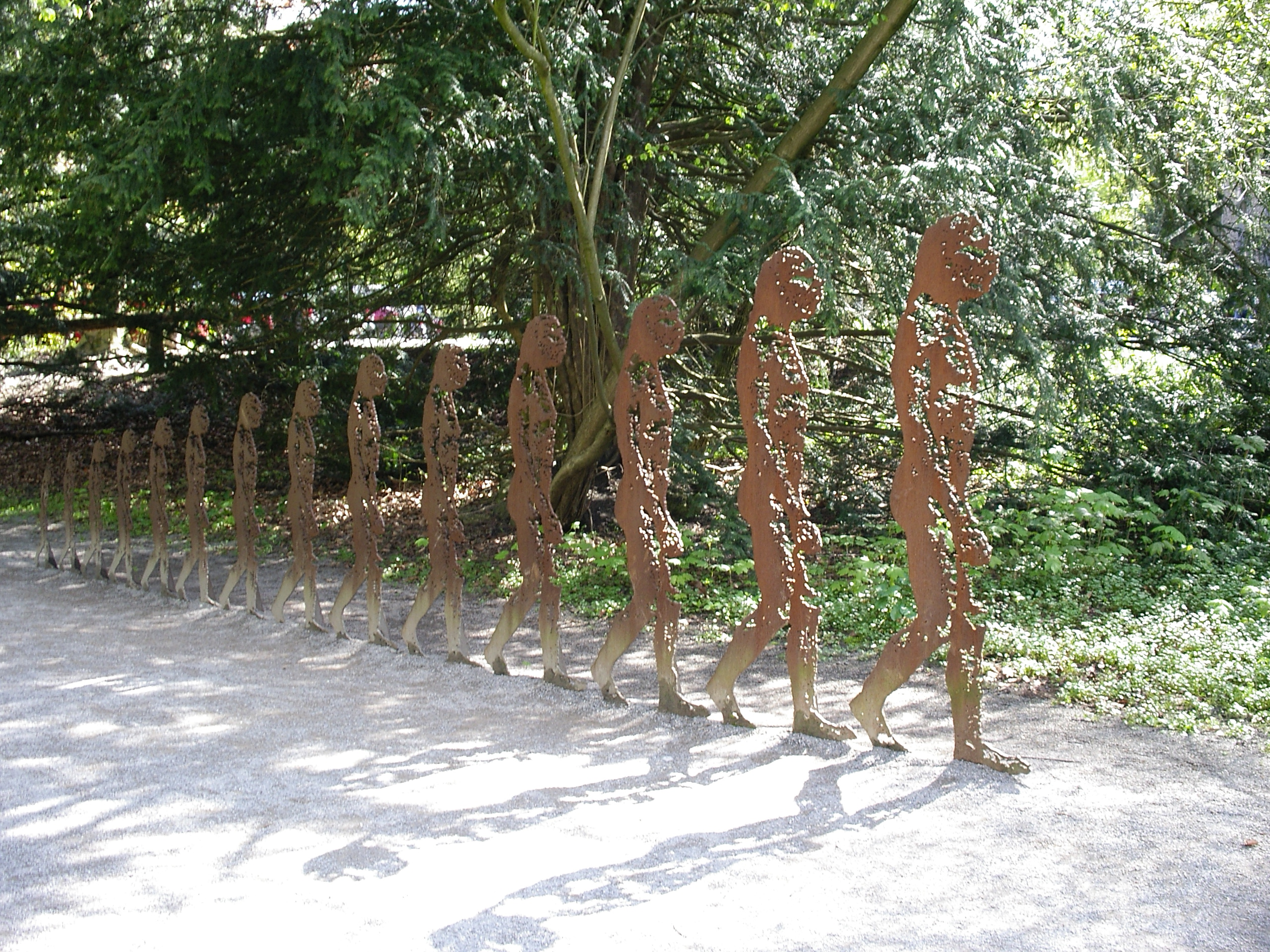
Zadok Ben-David: The Man Who Never Ceased to Grow
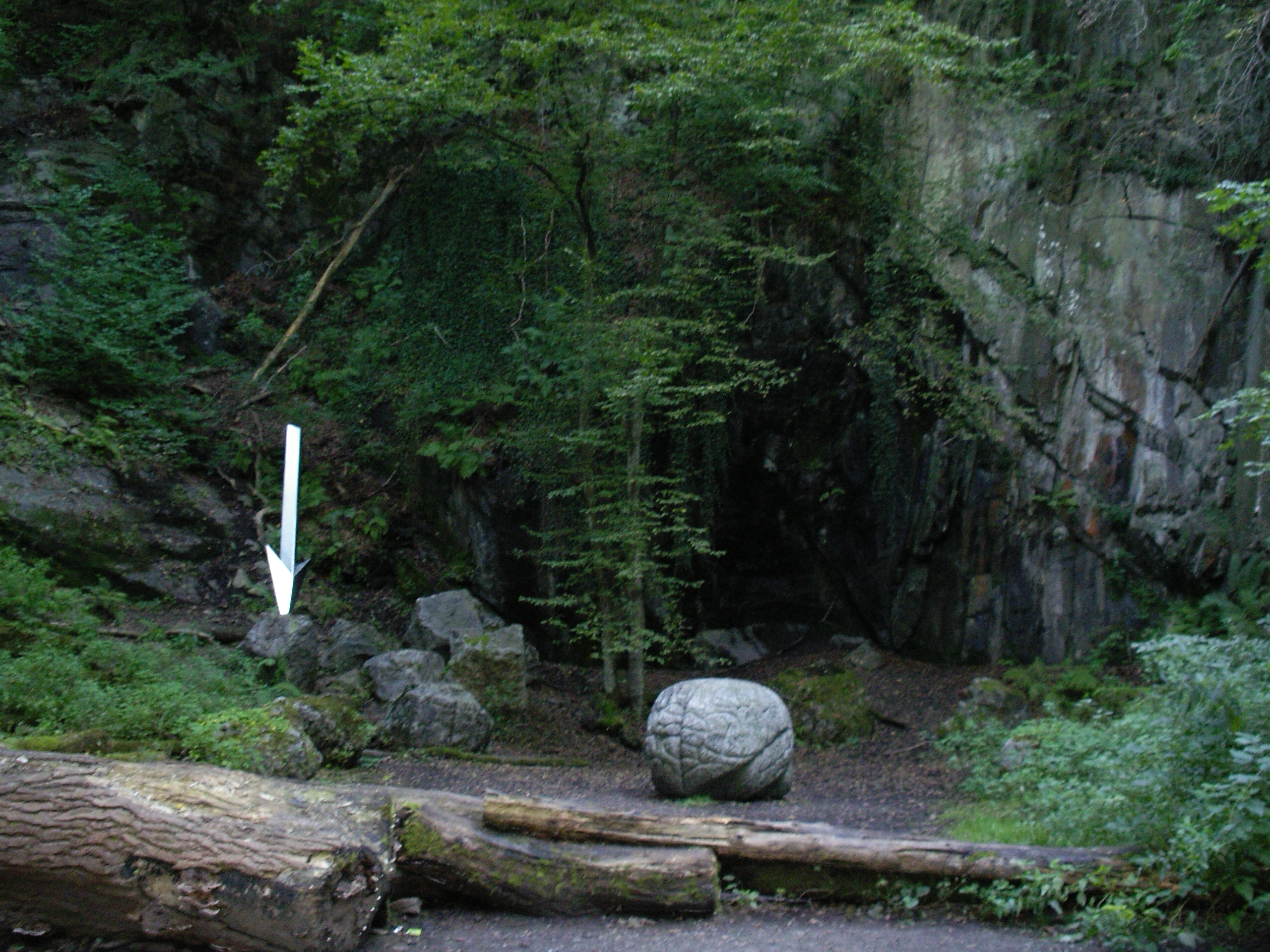
Anne und Patrick Poirier: Memoria Mundi
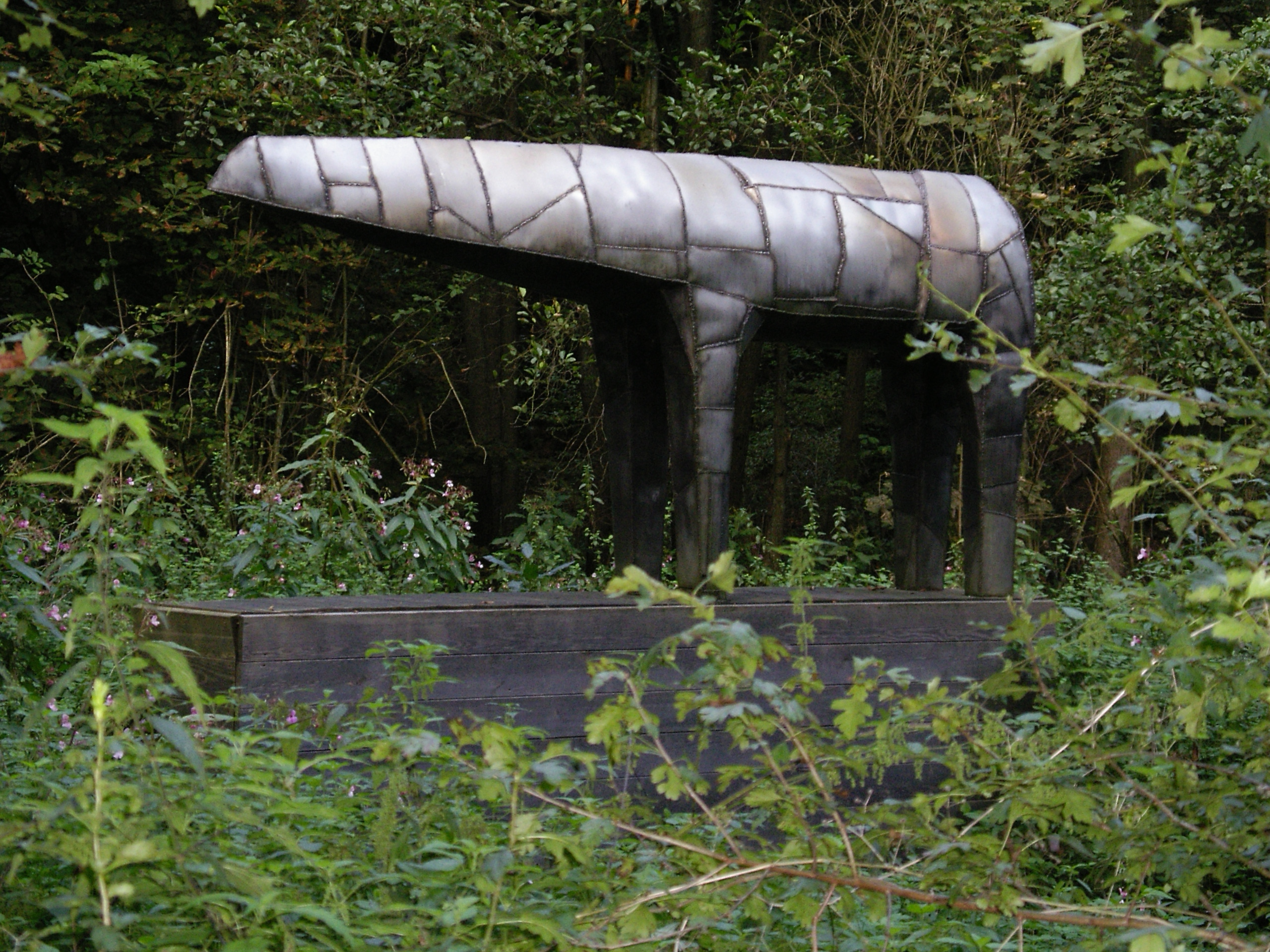
Magdalena Abakanowicz: Mutant
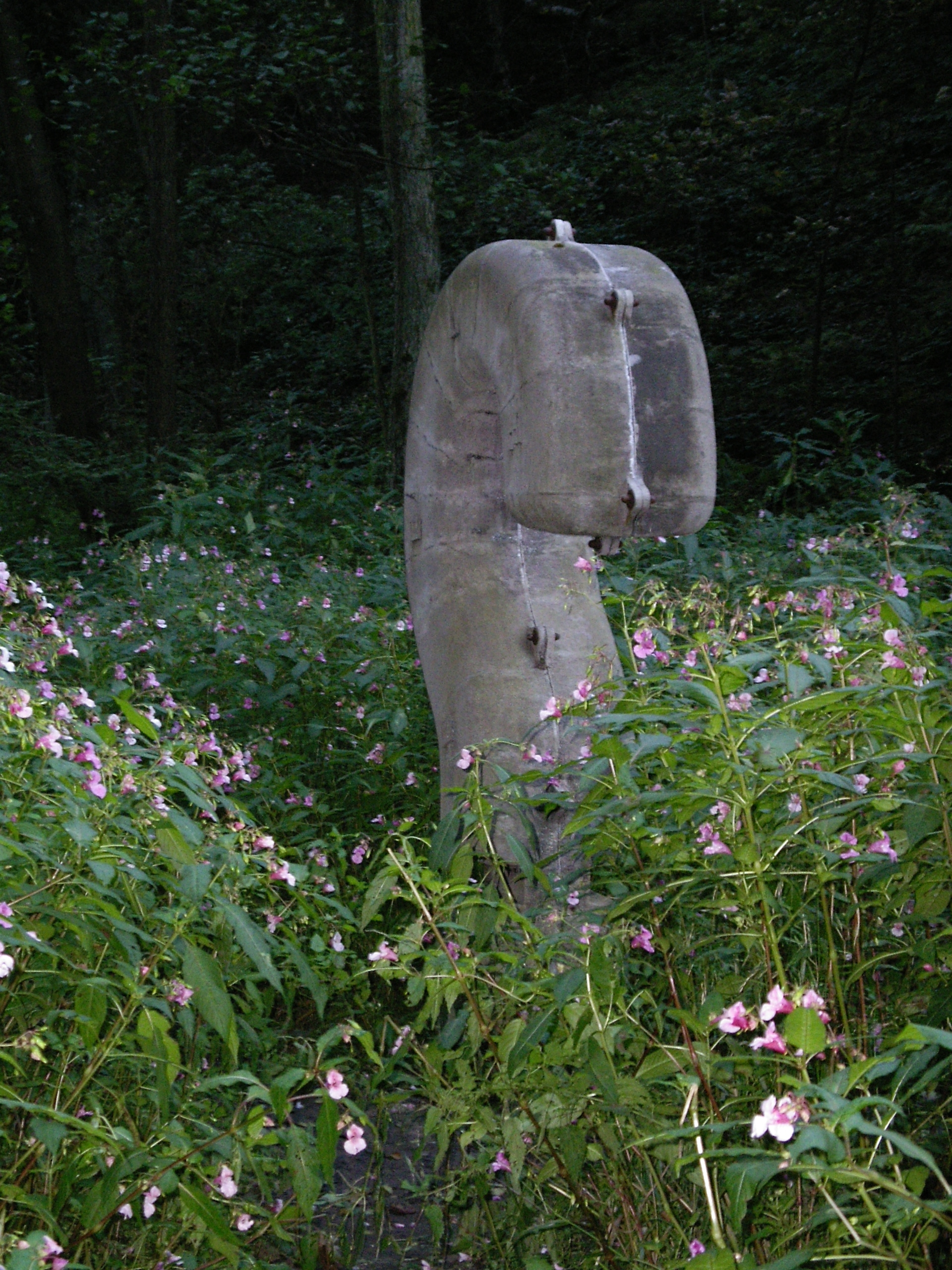
Jaume Plensa: Seele?
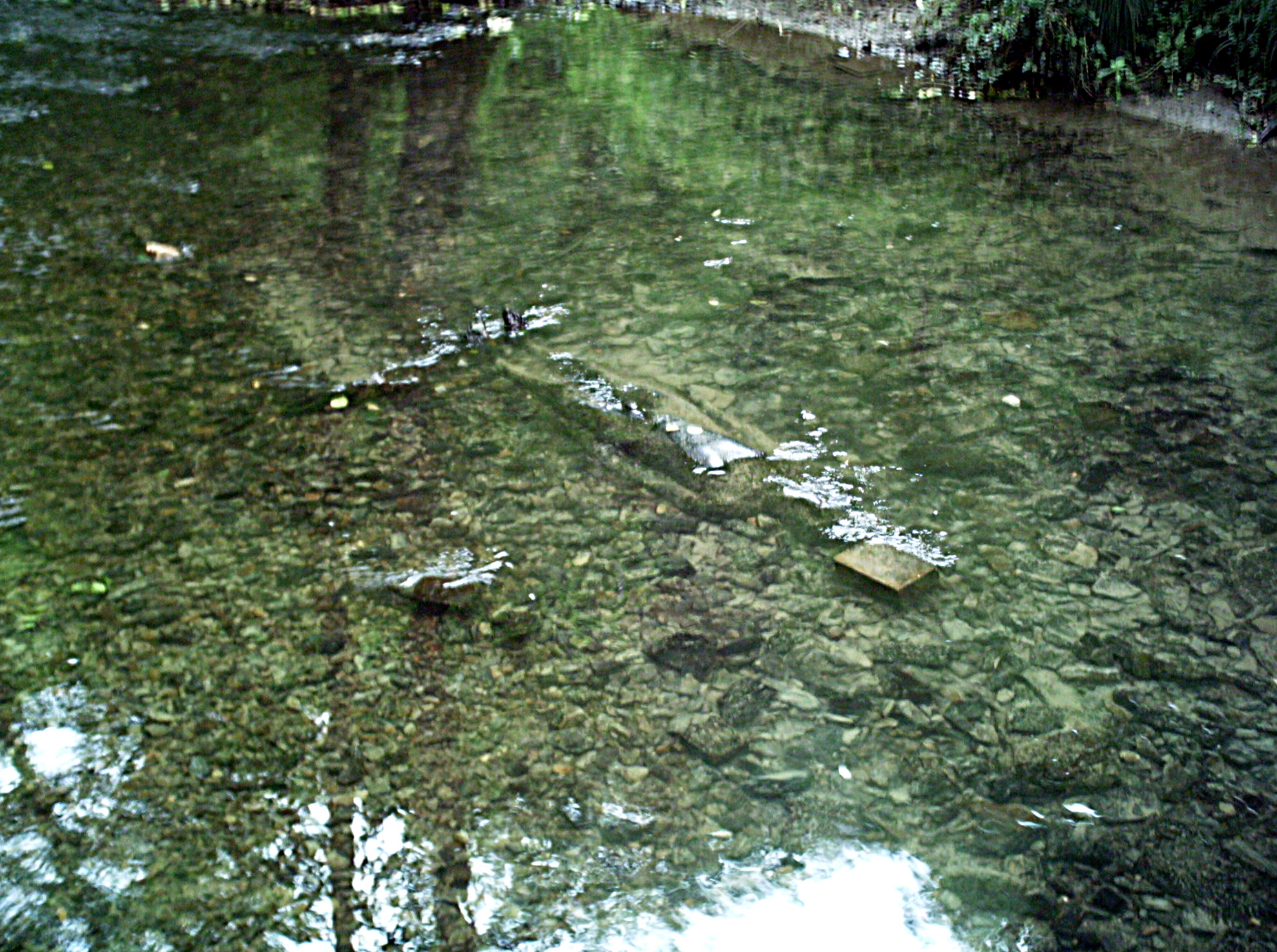
Antony Gormley: Being
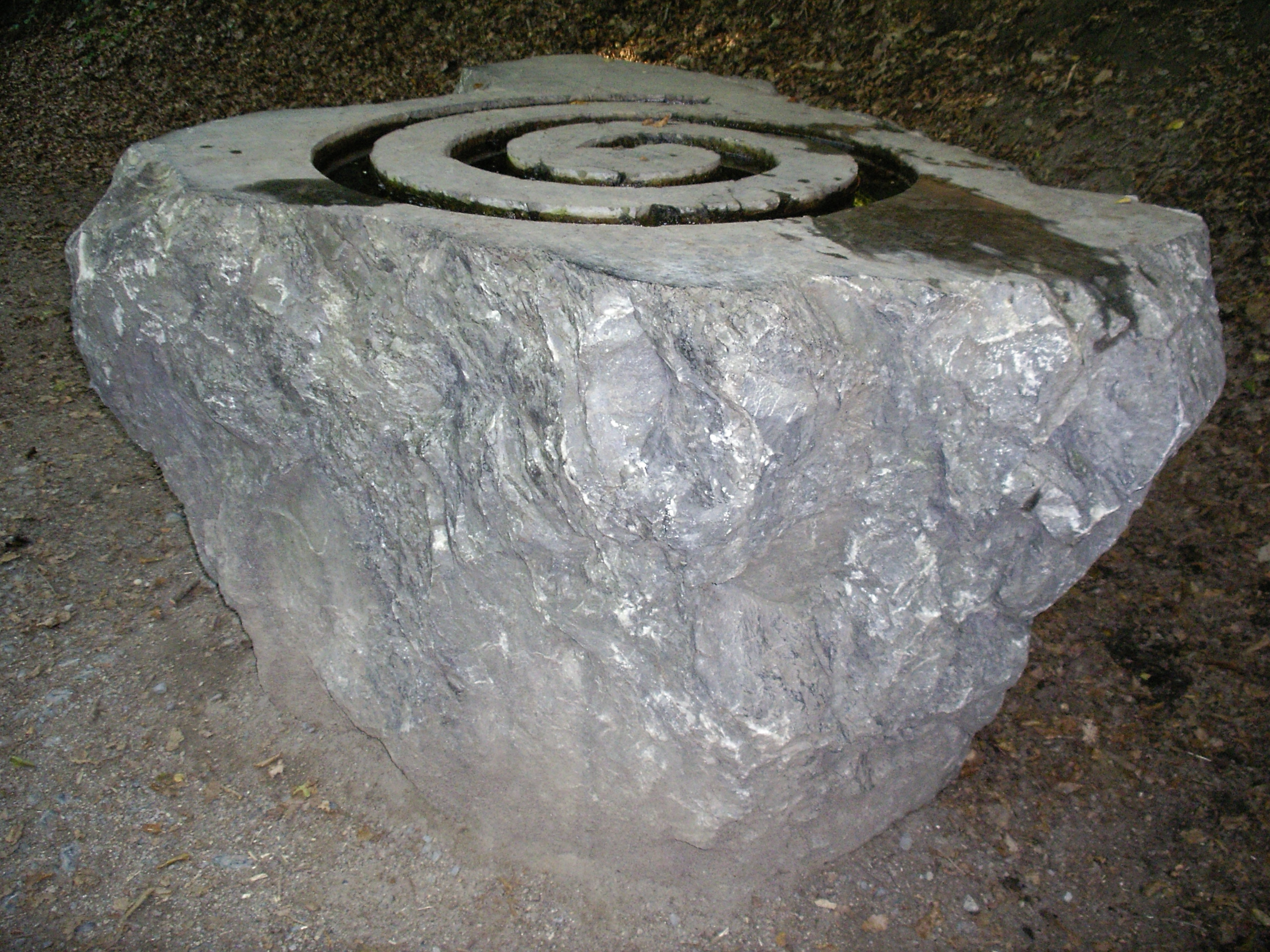
Klaus Simon: CALX
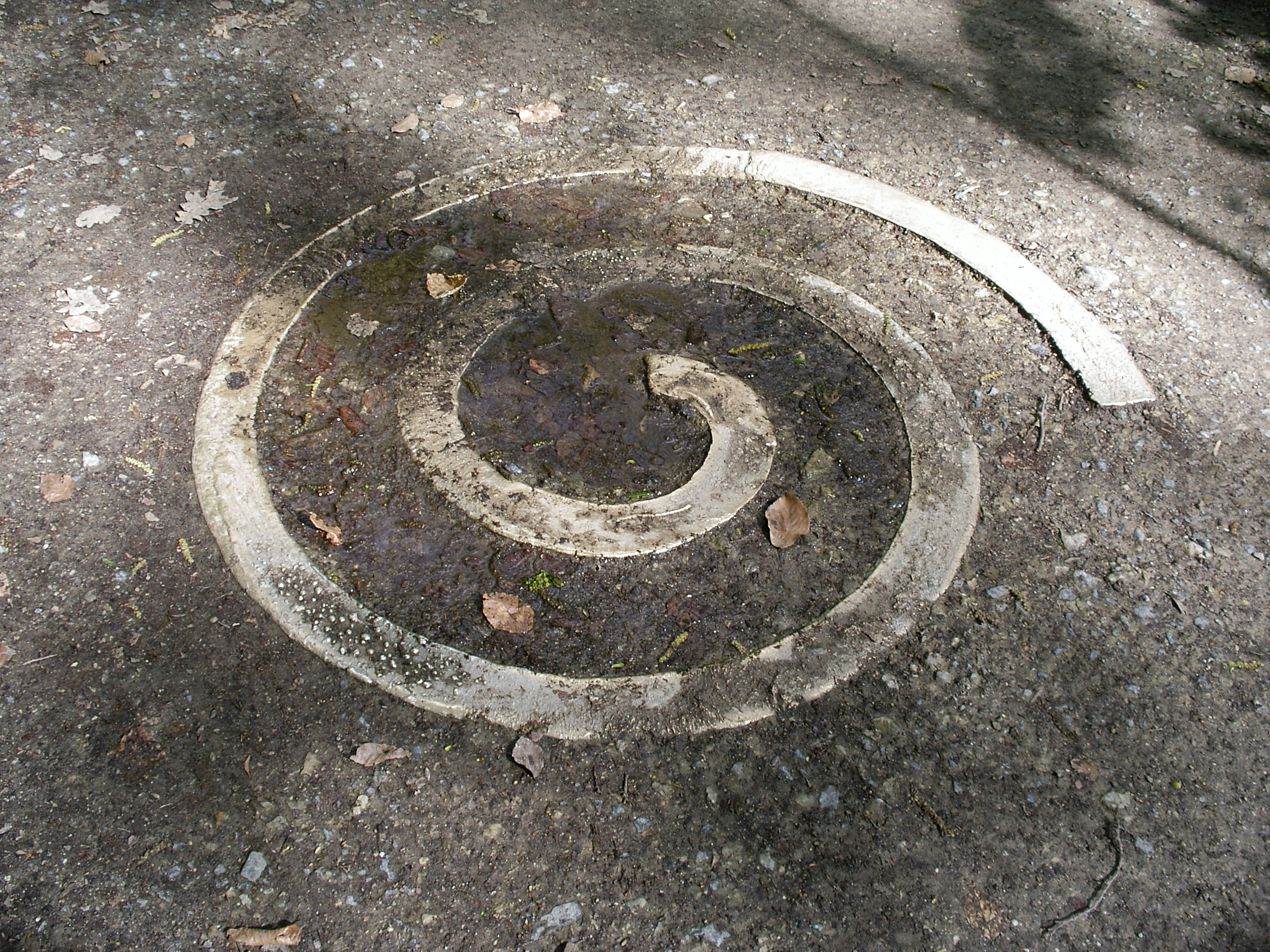
Klaus Simon: CALX (Teil 2)
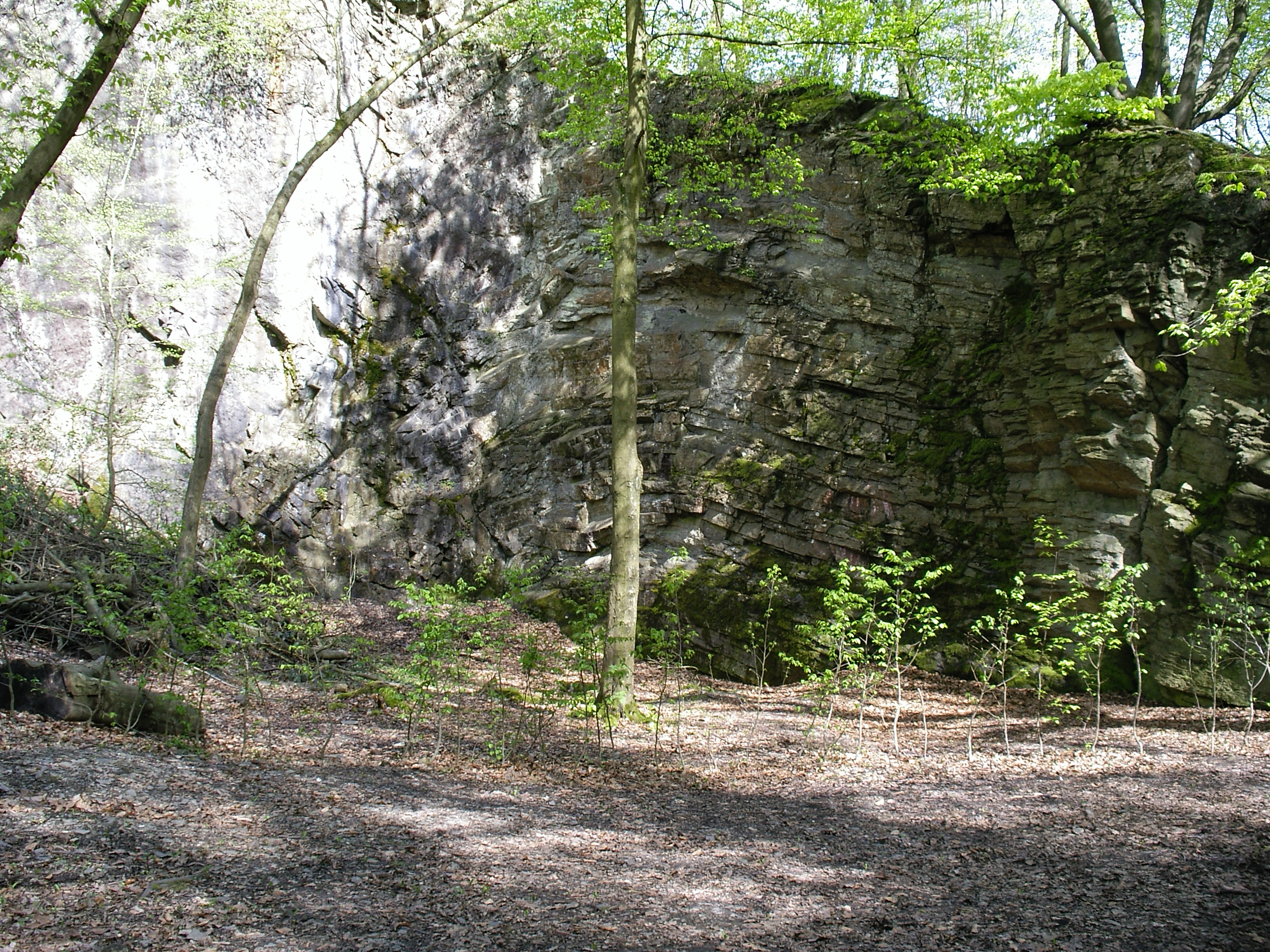
Giuseppe Penone: Neanderthal Hecke
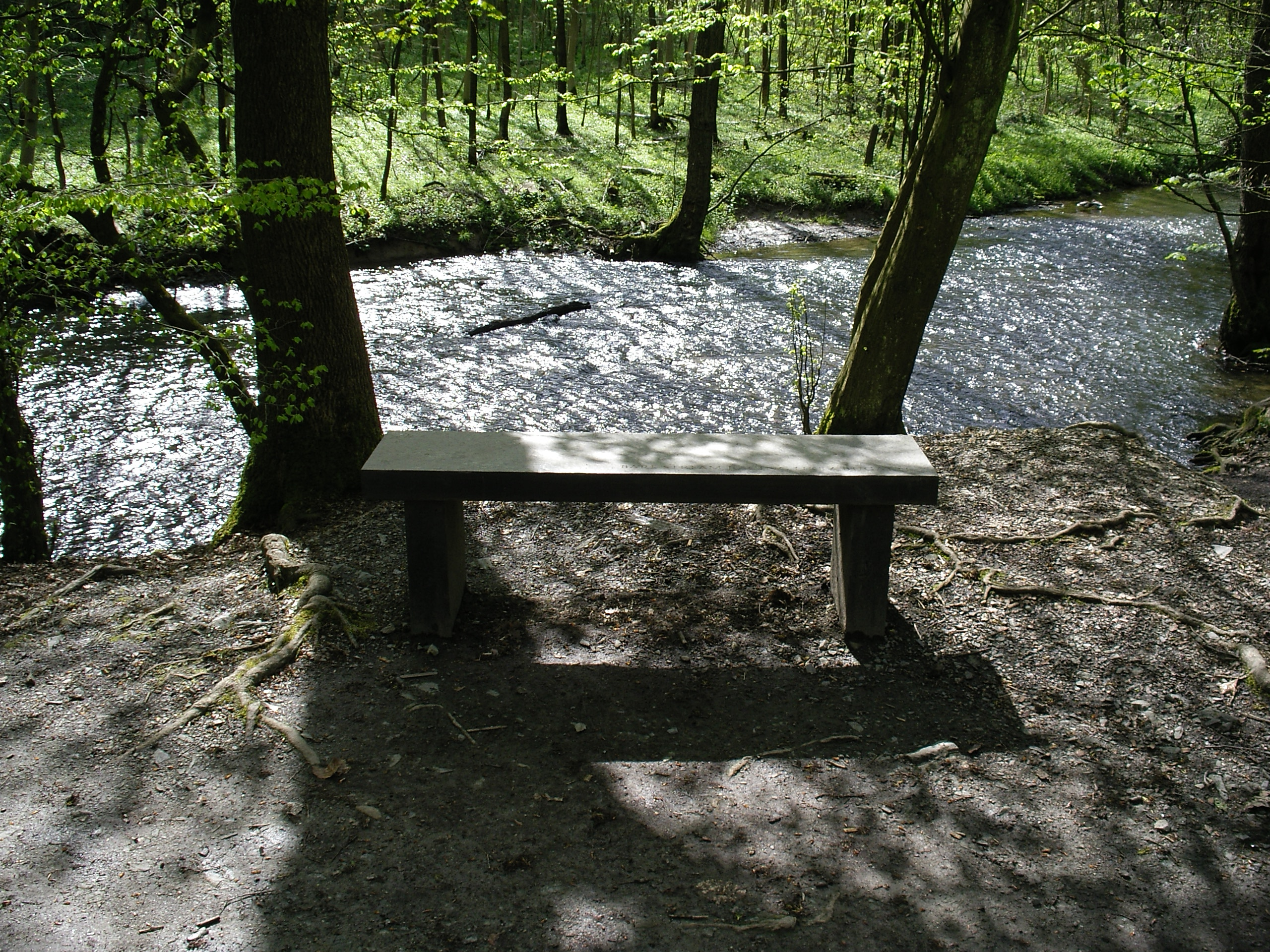
Ian Hamilton Finlay: Bugatti Bench (Inschrift „Bare Stream Racing Like A Bugatti“)
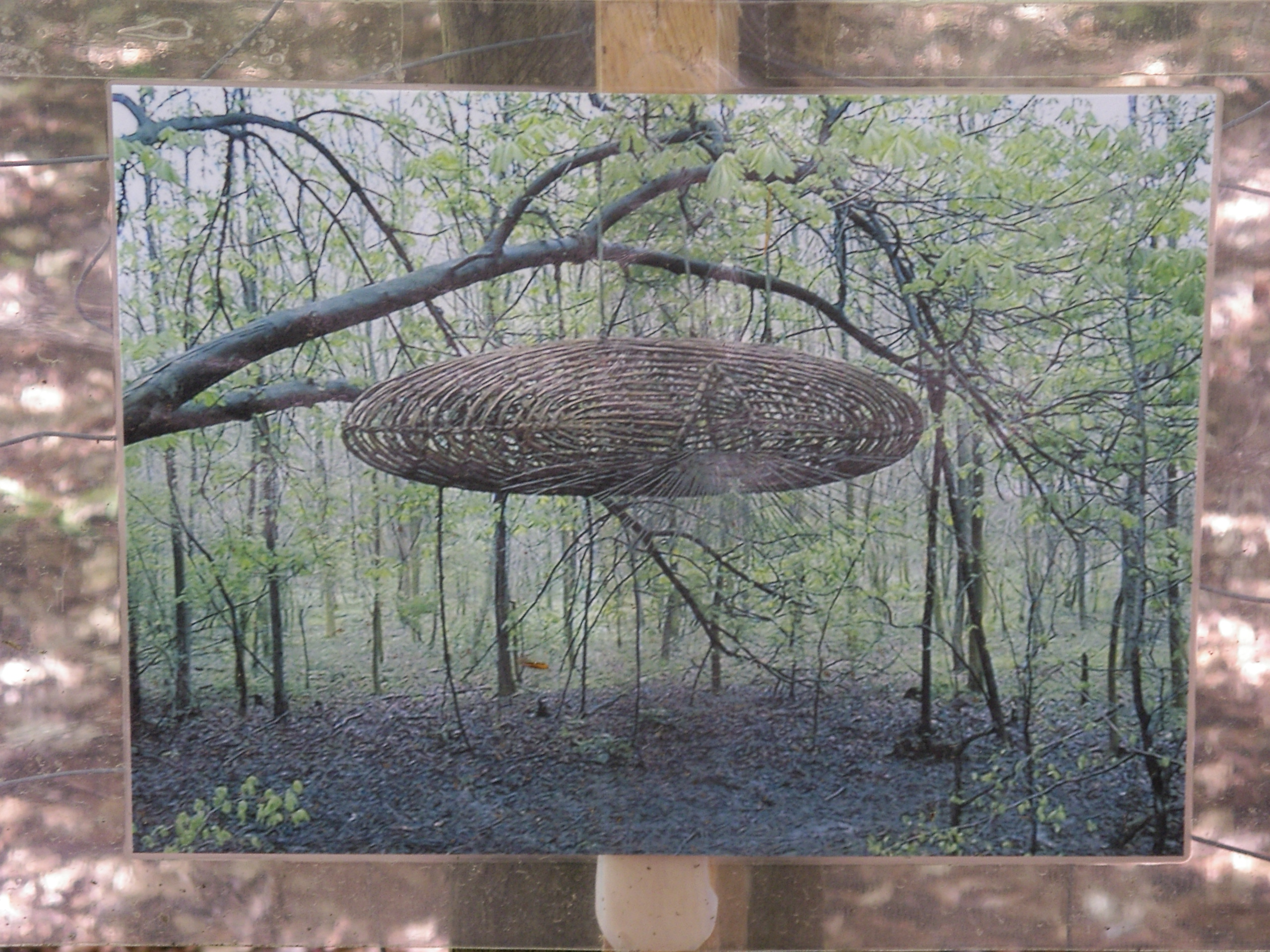
Nils-Udo: Habitat (Fotografie)

- Das Kunstwerk Habitat war ein fünf Meter langes Korbgeflecht und hing unter einer schützenden Rosskastanie. Das Habitat wurde unwiederbringlich zerstört und aus Sicherheitsgründen entfernt. An der Stelle ist nun eine Erklärungstafel und ein Foto davon zu sehen.
- Das Kunstwerk Being ist ein im Wasser der Düssel liegendes gusseisernes Abbild des Künstlers.